# Leopold Trepper
Leopold Trepper (hebreu לאופולד טרפר), també conegut com a Lejb Domb, però també Gilbert, Otto etc. (Nowy Targ, Galítsia, 23 de febrer de 1904 - Jerusalem, 19 de gener de 1982), fou un espia soviètic d'origen jueupolonès, membre destacat de l'Orquestra Roja.

## Biografia
Nascut a Nowy Targ, poble de la regió de Galítsia, abans austro-hongaresa, després polonesa i finalment soviètica. De petit marxà a Viena amb la seva família. Arran de la revolució russa de 1917 es va unir als bolxevics i participà en les vagues de Cracòvia de 1923, raó per la qual fou empresonat durant vuit mesos. El 1924 fou alliberat i amb les joventuts sionistes socialistes Ha-Xomer ha-Tsaïr marxà al Mandat Britànic de Palestina, amb la seva companya Sarah Orschitzer. Més tard, ja a Palestina, ingressava en el Partit Comunista de Palestina, que preconitzava la unió de jueus i àrabs contra el capitalisme per a la pau a Orient Pròxim. Després de traslladar-se a Tel-Aviv el 1929, Trepper es va convertir en membre del comitè central del Partit Comunista Palestina. Entre 1928 i 1930, Trepper va ser l'organitzador de la facció Eḥud o Unitat, una organització obrera comunista jueu-àrab dins del cos sindical Histadrut; la majoria dels seus membres provenien de la zona de Kerem HaTeimanim i van treballar contra les forces britàniques a Palestina.
El 1929, va assistir a una trobada de l'Ajuda Roja Internacional, on va ser identificat com a agitador i militant comunista pels britànics, que posteriorment el van detenir i internar durant 15 dies a la presó de la ciutadella a Acre, Palestina, on Trepper va organitzar una vaga de fam després de saber que els presos comunistes havien de ser deportats. Va ser alliberat després que les notícies de la vaga de fam arribessin a Londres i als diaris britànics, i ell i els vaguistes de fam van ser col·locats en lliteres fora de la presó, ja que eren massa febles per caminar per falta de menjar. Al març de 1930, les autoritats el van fer triar entre deixar Palestina o ser deportat amb força a Xipre, Trepper va viatjar per Síria fins a Marsella (França) i va treballar com a rentavaixelles. Després va viatjar a París, on va trobar feina com a decorador vivint escassos ingresos. Allí Va crear un setmanari en yiddish: Die Morgen. Va entrar en contacte amb nombrosos intel·lectuals d'esquerra i treballadors comunistes que finalment el van portar a lngressar a Rabkor (rabotniki correspondenti, els corresponsals del poble), una organització clandestina de periodistes i informadors comunistes, que enviava informació a la Unió Soviètica. Va continuar treballant per a l'organització, un dels animadors del qual era Jacques Duclos, més tard vicepresident de l'Assemblea Nacional Francesa, fins que la intel·ligència francesa la va desmantellar el 1932, en el conegut affaire Fantomas. Trepper va deixar París amb un passaport polonès i va escapar a Berlín amb tren, on es va posar en contacte amb l'ambaixada soviètica, fins a aconseguir arribar a Moscou la primavera de 1932.
Entre 1932 i 1935, Trepper es va formar com a agent del GRU, va assistir a la universitat KUNMZ (Universitat Comunista de Minoríes Nacionals de l'Oest), on es diplomà, i va estudiar història a l'Institut de Professors Rojos, obtenint el títol que li va permetre treballar com a professor d'història a Moscou. Trepper va estar en contacte constant amb els instructors d'intel·ligència russos que li van ensenyar les habilitats pràctiques d'un agent d'espionatge. Al mateix temps, la seva companya Sarah Orschitzer també va assistir a la Universitat KUNMZ durant un any. El 1935, Trepper va escriure una columna sobre art art al diari per a jueus russos Veritat. L'hivern del mateix any es va completar la seva formació.

## Espionatge
El 1935 o 1936, Trepper va rebre el càrrec de director tècnic d'intel·ligència soviètica a Europa occidental i va ser conegut com el Gran Cap. Va tornar a París, França, amb un passaport sota el nom de Sommer. El 1936, Trepper va visitar Escandinàvia per realitzar una missió tècnica a curt termini, abans de tornar a París —que seria la seva base fins a finals de 1938— al desembre. El 1937va visitar Suïssa, les Illes Britàniques i Escandinàvia.
A la tardor de 1938, Trepper va contactar amb l'empresari jueu Léon Grossvogel, a qui coneixia a Palestina. Grossvogel dirigia una petita empresa anomenada Le Roi du Rubber en nom dels seus propietaris. Trepper va proporcionar diners per crear la divisió d'exportació de Le Roi du Rubber anomenada Foreign Excellent Raincoat Company, que s'ocupava de les exportacions d'impermeables i va ser considerada per Trepper com la coberta ideal per a la xarxa d'espionatge del grup. Com que el negoci havia de funcionar amb el ple coneixement de l'estat, es van haver d'emetre accions. Entre els accionistes hi havia l'ex funcionari del ministeri d'exteriors belga, Jules Jaspar, germà de l'ex primer ministre de Bèlgica, per la qual cosa Jaspar va ser vist com la persona ideal per dirigir l'empresa i proporcionar-li una cobertura de respectabilitat. L'empresa es va crear el desembre de 1938.
El 1939, Trepper, utilitzant l'àlies Adam Mikler, un suposat ric home de negocis canadenc, juntament amb Orschitzer, que viatjava com a Anna Mikler arribà des de Quebec per traslladar la seu de la companyia des de París a Brussel·les. Allà, amb l'ajut de l'agent soviètic expert en transmissions Mikhail Makarov, començà a entrenar operadors per a la xarxa clandestina de comunicacions que establiria. Aquesta xarxa tindria un paper crucial en la segona Guerra Mundial i seria coneguda com l'Orquestra Roja.
Després de la Foreign Excellent Raincoat Company, canvià la seva tapadora per una empresa de venda d'impermeables i, posteriorment, una signatura comercial, la Simex, que venia roba militar, conyac i estufes a les tropes d'ocupació alemanyes i amb la qual a més realitzava àmplies operacions al mercat negre.
La xarxa opera a Alemanya (sobretot amb Harro Schulze-Boysen i Arvid Harnack), recopilant informació en cercles militars i civils, així com a França i Bèlgica (on Trepper és assistit per un altre oficial del GRU: Anatoli Gourevitch), a Suïssa (on el resident és Alexandre Radó), a Dinamarca i als Països Baixos (on treballa en paral·lel a la xarxa “Pascal” de Constantin Loukitch Efremov).
Els seus "pianistes" o radiotransmissors van enviar a Moscou, des de l'entrada en guerra de la Unió Soviètica el 1941, més de 2.000 despatxos de gran importància redactats per "290 agents que no eren espies professionals, sinó convençuts antinazis de diverses nacionalitats", no sempre comunistes, entre ells alguns alemanys. Fins i tot diversos dels seus homes van anticipar a Stalin la data exacta de l'entrada en guerra d'Alemanya contra l'URSS: matinada del diumenge 22 de juny, data que coincidia també amb els informes d'altres agents destacats com Richard Sorge, encara que no se'ls va creure. L'almirall Wilhelm Canaris, cap dels serveis secrets militars alemanys, va dir d'ell: "La seva actuació va costar més de 300.000 morts a Alemanya".
Però l '"Orquestra Roja" va ser desmantellada durant el 1942 per l'Abwehr, que va aprofitar una imprudència de Moscou que permetia ubicar les emissions en un districte de Brussel·les. Un camió de recerca senyals localitza les emissions de la rue des Atrébates a Brussel·les, cosa que permet als alemanys arrestar diversos membres de la xarxa. Trepper, que estava absent en el moment de la batuda de la policia alemanya, arriba quan la casa està vigilada per soldats. Es fa passar per un venedor ambulant amb talent per a la simulació, de manera que el sentinella el deixa enrere. Però finalment va ser arrestat el 16 de novembre de 1942.
La Gestapo intenta convertir-lo en agent doble, però Tepper aconsegueix informar el GRU d'aquesta reversió. Tepper accepta participar en el pla alemany d'intoxicació de Moscou anomenat Funkspiel i basat en l'ambigüitat de possibles negociacions de pau amb Occident i Orient alternativament. Trepper va fingir participar-hi mentre aconseguia enviar un informe a Moscou a través d'un transmissor del Partit Comunista Francès on es detallava la captura i inversió de la xarxa per part del Kommando alemany.
Segons el seu interrogador alemany Harry Piepe, Trepper donà els noms i adreces de la majoria dels membres de la seva pròpia xarxa, que condsierà 'cremats', així va sacrificar els seus associats per protegir els diversos membres del Partit Comunista Francès, en qui tenia una confiança absoluta i al final li permeteren alertar Moscu.
Posteriorment, traslladat a França, Trepper va aconseguir escapar-se a l'octubre de 1943. Durant un trasllat en cotxe per París, després d'haver aconseguit la confiança de certs alemanys, va demanarcomprar un medicament a una farmàcia. Però la farmàcia, a més de l'entrada principal, té una segona entrada i Trepper aconsegueix escapar-se. S'amagarà a la "Casa Blanca", casa de jubilats de Bourg-la-Reine amb una pseudo infermera, Madame Ray, que és arrestada. Però encara aconsegueix escapar gràcies a l'ajut de dos membres belgues de la Resistència a París, Suzanne i Claude Spaak. Trepper reapareix a la resistència interior francesa després de l'alliberament de París.
Acabada la guerra, les autoritats soviètiques van cridar Trepper a l'URSS per informar de totes les seves activitats. Des de 1938, era sospitós, ja que havia estat reclutat pel general Yan Karlovich Berzin, que havia caigut en desgràcia i va ser destituït el 1935. Trepper va ser interrogat personalment pel cap de SMERSH, el contraespionatge soviètic, Viktor Abakumov, i va ser internat a Lubianka, Lefortovo i la presó de Butyrka. Va defensar enèrgicament la seva posició i va aconseguir evitar l'execució, però va romandre a la presó fins al 1955 per motius desconeguts. Alliberat, torna a Polònia amb la seva dona, amb qui té tres fills. Es convertí en el cap d'una associació cultural jueva Yiddish Bukh.
Després de la guerra dels Sis Dies i l'ambient polític contrari a Israel dominant a Polònia, Trepper decideix emigrar. Es va traslladar a Jerusalem el 1974. Va viure des de llavors amb la seva esposa Liuba en un modest apartament de tres habitacions als afores de Jerusalem, on també resideix un dels seus tres fills.
Trepper va escriure les seves memòries, publicades el 1975 amb el títol El Gran joc. La seva història fou popularitzada també arreu del món per la novel·la de Gilles Perrault "L'Orquestra Roja". Alguns autors com Guillaume Bourgeois han posat en dubte la biografia de Trepper, rebaixant o fins i tot impugnant completament el seu paper i la transcendència de la seva tasca d'espionatge contra l'alemanya nazi. Ja el 1972, un tribunal francès va tractar un cas de difamació de Trepper contra l'ex agent secret francès Jean Rochet, que havia acusat Trepper, en una carta a Le Monde, d'haver col·laborat amb els nazis i trair els seus companys a la clandestinitat. Tot i la impossibilitat de Trepper de comparèixer perquè no se li va permetre sortir de Polònia, va guanyar el cas i Rochet va ser multat i va ordenar publicar el veredicte del tribunal.
Trepper morí a Jerusalem el 19 de gener de 1982 i fou enterrat allí en una cerimònia on no assistiren funcionaris oficials, però més endavant el primer ministre d'Israel va atorgar pòstumament a Trepper l'emblema d'Israel en una cerimònia a la qual van assistir desenes d'antics membres de grups de combatents i partisans anti-nazis.